# 荷福法国波尔多酒庄
荷福法国波尔多酒庄（原拉克王子酒庄／Château Prince Larquey）位于波尔多两海之间（Entre-Deux-Mers）产区，地处圣日耳曼迪皮克（Saint-Germain-du-Puch）村子东南方向的小山丘上。酒庄占地总面积60公顷，其中葡萄园面积25公顷，剩余为酒庄主体建筑及酒窖、马场、原始森林以及天然湖泊。酒庄所产葡萄酒皆为AOC级别，分为波尔多（Appellation Bordeaux Contrôlée）和超级波尔多（Appellation Bordeaux-Supérieur Contrôlée）两个级别。

## 酒庄历史
酒庄主体建筑成型于17世纪，具有明显的法国督政府时期建筑风格。主宅的旁边是酿酒车间，建立在13世纪和15世纪的建筑遗址上。
相传卡斯蒂隆战役（La Bataille de Castillon）的最后一次对决就发生在拉克王子酒庄。暂时落败的拉克将军（Larquey）在此重整旗鼓，并最终击败英军，为英法百年战争画上句号。现在可以确定的是，原城堡就是毁于这一时期。其后城堡的名字也是几经变换，从法国大革命后的潘西普城堡（Château Principe），潘西巴城堡（Château Principal），到后来的拉克王子酒庄（Château Prince Larquey）。该酒庄于2017年由上海荷福控股（集团）有限公司收购，并更名为荷福法国波尔多酒庄。

## 葡萄园
葡萄园分布在酒庄周围，总面积25公顷。品种由20%品丽珠（Cabernet Franc）和80%梅洛（Merlot）组成，平均树龄25-30年。种植密度分为5000株/公顷，4000株/公顷，3300株/公顷三种。葡萄园主要是石灰石质土壤，由于处在山丘上，土壤排水性好，微气候良好，葡萄成熟度高。

## 酿造工艺
葡萄一般在九月后开始成熟采摘，后进入发酵车间。经人工进行颗粒级筛选，除梗破碎，进入控温发酵罐进行低温浸皮发酵（约28℃）。目的是在不破坏脆弱的呈香物质（提供精细香气）的情况下，尽可能多地提取葡萄皮中的多酚类物质（单宁及呈色物质）。酒精发酵结束后，压榨出的葡萄酒部分转入橡木桶中进行苹果酸乳酸发酵，该过程能显著降低葡萄酒的酸涩度，使其更加柔顺，并获得橡木桶提供的香草和烟熏气味。苹果酸乳酸发酵结束后继续在橡木桶中陈酿成熟12个月，最后装瓶。

## 获奖评分
近几年参加葡萄酒比赛大赛获得的奖牌：
- 2013年度里昂国际葡萄酒大赛(Concours international des vins à Lyon)铜奖
- 2014年度布鲁塞尔世界葡萄酒大赛(Concours Mondial de Bruxelles)金奖
- 2014年度马贡葡萄酒大赛(Concours des vins de Mâcon)金奖
- 2014年度波尔多国际葡萄酒挑战赛(Challenge International du Vin)银奖
- 2015年度里昂国际葡萄酒大赛(Concours international des vins à Lyon)银奖
- 2015年度马贡葡萄酒大赛(Concours des Vins de Macon)铜奖
- 2016年度巴黎综合农业展暨葡萄酒大赛(Concours général agricole (section vin))金奖